# Robin Hoods dotter
Robin Hoods dotter är en amerikansk TV-film från 2001.

## Handling
Filmen handlar om Robin Hoods dotter Gwyn och hur hon försöker rädda sin far från den onde prins John. Prins John, tillsammans med Sheriffen av Nottingham försöker också mörda Rikard Lejonhjärtas son Filip som ska ta över tronen när Rikard dör.

## Medverkande (urval)
- Keira Knightley - Gwyn
- Malcolm McDowell - Sheriffen av Nottingham
- Stuart Wilson - Robin Hood
- Roger Ashton-Griffiths - Broder Tuck
- Jonathan Hyde - Prins John
- Stephen Moyer - Prins Filip